# HD 1968
HD1968 є хімічно пекулярною зорею спектрального класу A2 й має видиму зоряну величину в смузі V приблизно  8.7.
.